# Габалинський район
Габалинський район (азерб. Qəbələ rayonu) (до 7 лютого 1991 року — Куткашенський район) — адміністративна одиниця на півночі Азербайджану.
Адміністративний центр — місто Ґебеле, розташоване приблизно за 200 км від Баку.

## Географія
Район розташований на території Шекі-Загатальского економічного району, в передгір'ях Великого Кавказу, в ущелині гір Базар-Юрт і Тфан. Територія Габалинського району складає 1550 км2.
Взимку середня температура січня становить -3 — +1 °C, в горах трохи холодніше: -5 — -7 °C. Весна рання, часто супроводжується похмурою погодою. Літо жарке і нерідко посушливе, середня температура липня — серпня становить +23 — +25 C°, іноді повітря прогрівається до +37 °C. Осінь суха і тепла. Середня норма опадів становить 450—500 мм на рік.

## Історія
У XVIII столітті на території Гебеле утворилася невелика феодальна держава — Куткашенський султанат. Незабаром, Куткашен увійшов до складу Шекінського ханства, Гебеле управлялася наїбами, яких призначали шекінські хани.
Після ліквідації Шекінського ханства Куткашен, як область, увійшов до складу Шекінського повіту. 1930 року утворено Куткашенський район. У березні 1991 року назву району поміняли, і назвали його на честь стародавнього міста Гебеле.
На території району збереглися: мечеть Гаджі-Гаріб і албанська церква Чотарі[неавторитетне джерело] у селі Нідж, мавзолеї шейхів Бадреддіна і Мансура в селищі Хазра; мавзолей XVII століття в селі Шефілі. А також піри[прояснити] (поховання людей, які вважалися за життя святими і благочестивими людьми): Ших-Баба XVI століття в селі Гамзалі; Комрад на вершині однойменної гори.

## Населення
Загальна чисельність населення станом на 1 січня 2017 року становила 104419 осіб. Густота населення становить 67,3 осіб/км2. До складу району входять — 1 місто (Гебеле), 3 селища (Вандам, Нідж, Бум) та 60 сільських населених пунктів. Середня тривалість життя понад 70 років.
Національний склад району такий: 73 667 осіб — азербайджанці (78,66 %), 16 020 — лезгини (поява багатьох лезгинських селищ Азербайджану пов'язана з переселенням частини дагестанських лезгинів на його територію) (17,11 %), 3697 — удіни (3,95 %), 228 — інші. Основна маса населення (68,7 %) проживає в сільській місцевості. А решта (31,3 %) — в районному центрі.

## Адміністративно-територіальні одиниці
- Амірван — за даними «Кавказького календаря» на 1912 рік в селі проживало 846 осіб, переважно азербайджанців («татари» за тогочасною термінологією). На сьогодні більше половини жителів села Амірван — лезгини[9][10].[неавторитетне джерело]
- Бяйлі
- Бум — четвертий за чисельністю населений пункт району. Населення понад 5 тис. осіб. Переважна більшість азербайджанці[11].
- Бунуд — багатонаціональне село з населенням близько 850 осіб.
- Билих — лезгини[12]. [неавторитетне джерело]
- Вандам — селище за 13 км від центру міста. Населення — понад 8 тисяч осіб. Здебільшого азербайджанці.
- Ґебеле — центр Габалинського району. Населення — 13,0 тис. жителів (2013).
- Гамзаллі — азербайджанці.
- Джигателлі
- Дизахли — розташоване приблизно за 15 км від районного центру. Населення — понад 200 осіб. За даними 1912 р. жителі села зазначені, як «татари», за деякими даними населення на сьогоднішній час змішане. [неавторитетне джерело]
- Єні Дизахли — лезгини. [неавторитетне джерело]
- Зергерлі  — лезгини. [неавторитетне джерело]
- Камарван — розташоване приблизно за 10 км від районного центру, на висоті 1150 метрів над рівнем моря. Населення — переважно лезгини.
- Куснет — багатоетнічне лезгинське село, розташоване приблизно за 2,5 км від районного центру.
- Лаза — лезгинське село.
- Мамайли — азербайджанці
- Мірзабейлі[ru] — розташоване за 20 км від районного центру. Населення — 2512 осіб. Населення переважно азербайджанці.
- Михлиґоваг[ru] — населення — переважно азербайджанці[13].
- Нідж — місце проживання удінів, а також азербайджанців і меншою мірою — лезгинів. Розташоване за 20 км на південний захід від районного центру. Населення близько 7000 осіб. Площа — близько 100 км2[14].
- Нохуркишлаг
- Савалан — азербайджанці.
- Солтан Нуха — раніше було одним з удінських сіл. Населення — азербайджанці[15].
- Сирт — лезгини.
- Тіканли — азербайджанці[16].
- Улудаш
- Чухур Габала[ru] — розташований за 25 км від районного центру. Населення понад 900 осіб, азербайджанці[17].
- Єнгіджа — лезгинське село.[неавторитетне джерело]
- Єнікенд — моноетнічне лезгинське село.[неавторитетне джерело]

## Адміністративний устрій
1. Гебелинський муніципалітет
2. Бумський муніципалітет
3. Михликовазький муніципалітет
4. Кетуклинський муніципалітет
5. Ніджський муніципалітет
6. Мірзабейлінський муніципалітет
7. Імамлінський муніципалітет
8. Кічик Піралінський муніципалітет
9. Солтаннухинський муніципалітет
10. Беюк Піралінський муніципалітет
11. Тунтульський муніципалітет
12. Нохургишлагський муніципалітет
13. Єнгіджинський муніципалітет
14. Вандамський муніципалітет
15. Заламський муніципалітет
16. Кічик Амілінський муніципалітет
17. Байрамкохалинський муніципалітет
18. Курдський муніципалітет
19. Гарадеїнський муніципалітет
20. Гаджіалилінський муніципалітет
21. Беюк Амілінський муніципалітет
22. Мамийлінський муніципалітет
23. Чарханинський муніципалітет
24. Кушларський муніципалітет
25. Салаванський муніципалітет
26. Лазинський муніципалітет
27. Сирт Єнгіджинський муніципалітет
28. Камарванський муніципалітет
29. Маліклинський муніципалітет
30. Билиський муніципалітет
31. Амірванський муніципалітет
32. Дизахлинський муніципалітет
33. Єні Дизахлинський муніципалітет
34. Зіріцький муніципалітет
35. Зараганський муніципалітет
36. Айдингишлазький муніципалітет
37. Дашджинський муніципалітет
38. Гамзалинський муніципалітет
39. Джигателлінський муніципалітет
40. Хирхаталинський муніципалітет
41. Тіканлинський муніципалітет
42. Абриський муніципалітет
43. Улудаський муніципалітет
44. Ємішанлинський муніципалітет
45. Бунудський муніципалітет
46. Сеїдгишлазький муніципалітет
47. Чухур Гебелинський[ru] муніципалітет
48. Товлінський муніципалітет
49. Єнікендський муніципалітет
50. Топбазький муніципалітет
51. Мамедагалинський муніципалітет
52. Шамлинський муніципалітет
53. Сілейлінський муніципалітет
54. Шафілінський муніципалітет
55. Хазринський муніципалітет

## Заходи

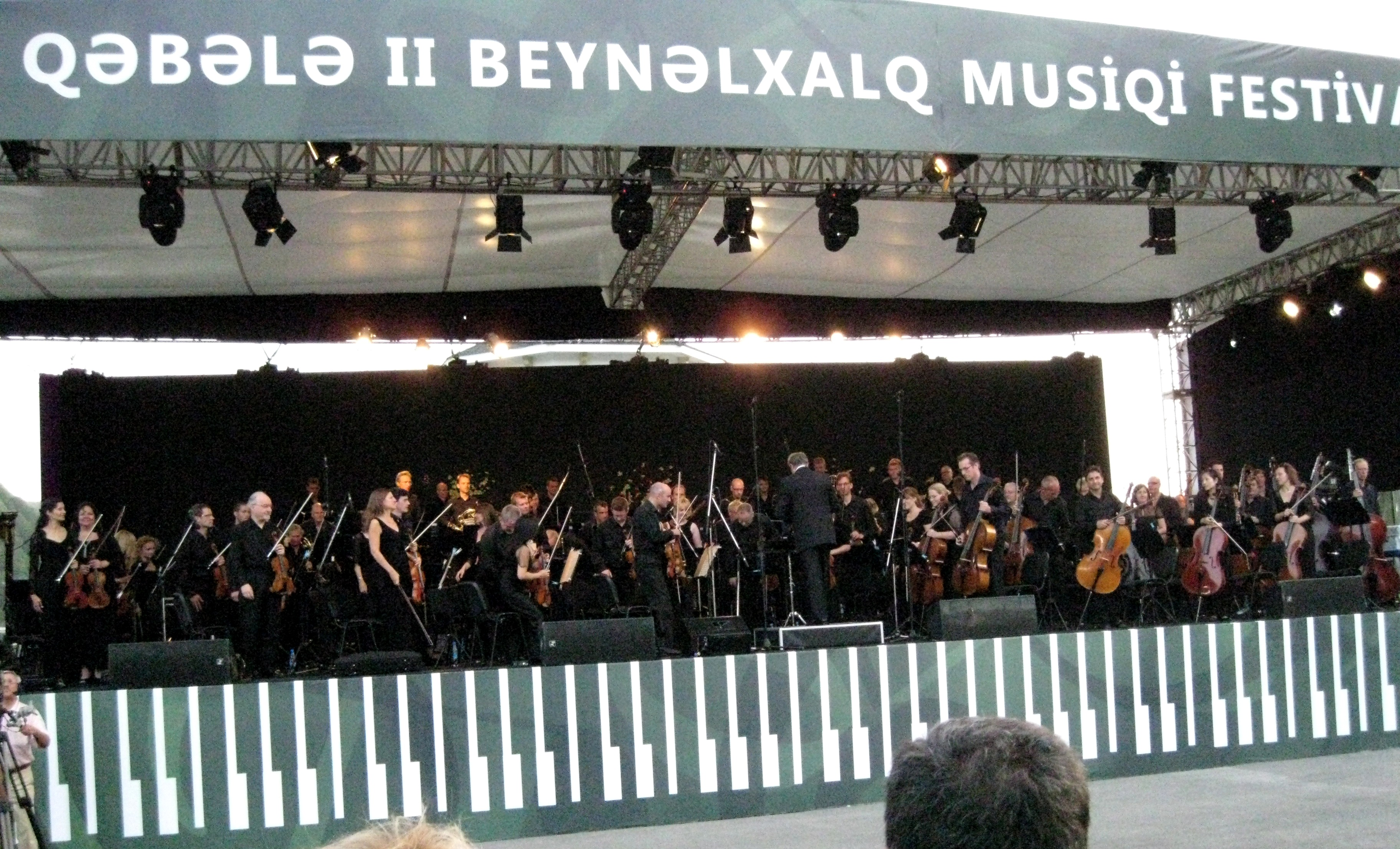
Фестиваль класичної музики в Гебеле, Азербайджан, 2010

### Габалинський музичний фестиваль
Від 2009 року кожне літо в районному центрі, місті Гебеле проходить фестиваль класичної музики, а також джазу і мугаму. У фестивалі беруть участь оркестри та виконавці з різних країн світу. Фестиваль проводиться за ініціативою Фонду Гейдара Алієва, за підтримки Міністерства культури і туризму Азербайджанської Республіки. В рамках фестивалів організовуються міжнародні конкурси молодих піаністів, концерти мугамної, класичної, камерної, джазової, вокальної музики.

### Міжнародний фестиваль варення
Фестиваль проходить від 2012 року за спільної організації Міністерства культури і туризму, Виконавчої влади Габалинського району, Центру національної кулінарії та Асоціації національної кулінарії Азербайджану. Серед учасників і гостей фестивалю — представники регіонів Азербайджану, а також інших країн. 2016 року у фестивалі взяли участь представники 10 країн, 30 міст та районів. 2017 року у V Міжнародному фестивалі варення в Гебеле взяли участь кондитери з 22 країн (Туреччини, Німеччини, Білорусі, Великої Британії, Грузії, Хорватії, Ірану, Киргизстану, Лівану, Малайзії, Мексики, Молдови, Узбекистану, Пакистану, Румунії, Росії, Польщі, Сербії, Саудівської Аравії, Словаччини, Північного Кіпру і Китаю), 44 міст і районів.

## Археологічні розкопки
2014 року в результаті проведених розкопок археологами поблизу селища Дизахлі на території Габалинського району, на правому березі річки Гарачай знайдено кам'яні знаряддя ашельської культури, що належить до епохи раннього палеоліту. Крім того, на сході від селища Дизахлі виявлено земляний некрополь, що належить до Куро-аракської культури. В одній з могил знайдено скелет людини, похованої на боці, фаянсовий посуд навколо нього і кістяний кінець веретена.
2017 році в Габалинському районі в поселенні Галаєрі дослідники виявили форми для металевих виливків, найдавніші у своєму роді на території Кавказу. Також виявлено великі напіввикопані місця і всередині них неглибокі колодязі, в яких знайшли залишки лампи, що належать до періоду халколіту, що вважається рідкісною знахідкою.

## Фотогалерея

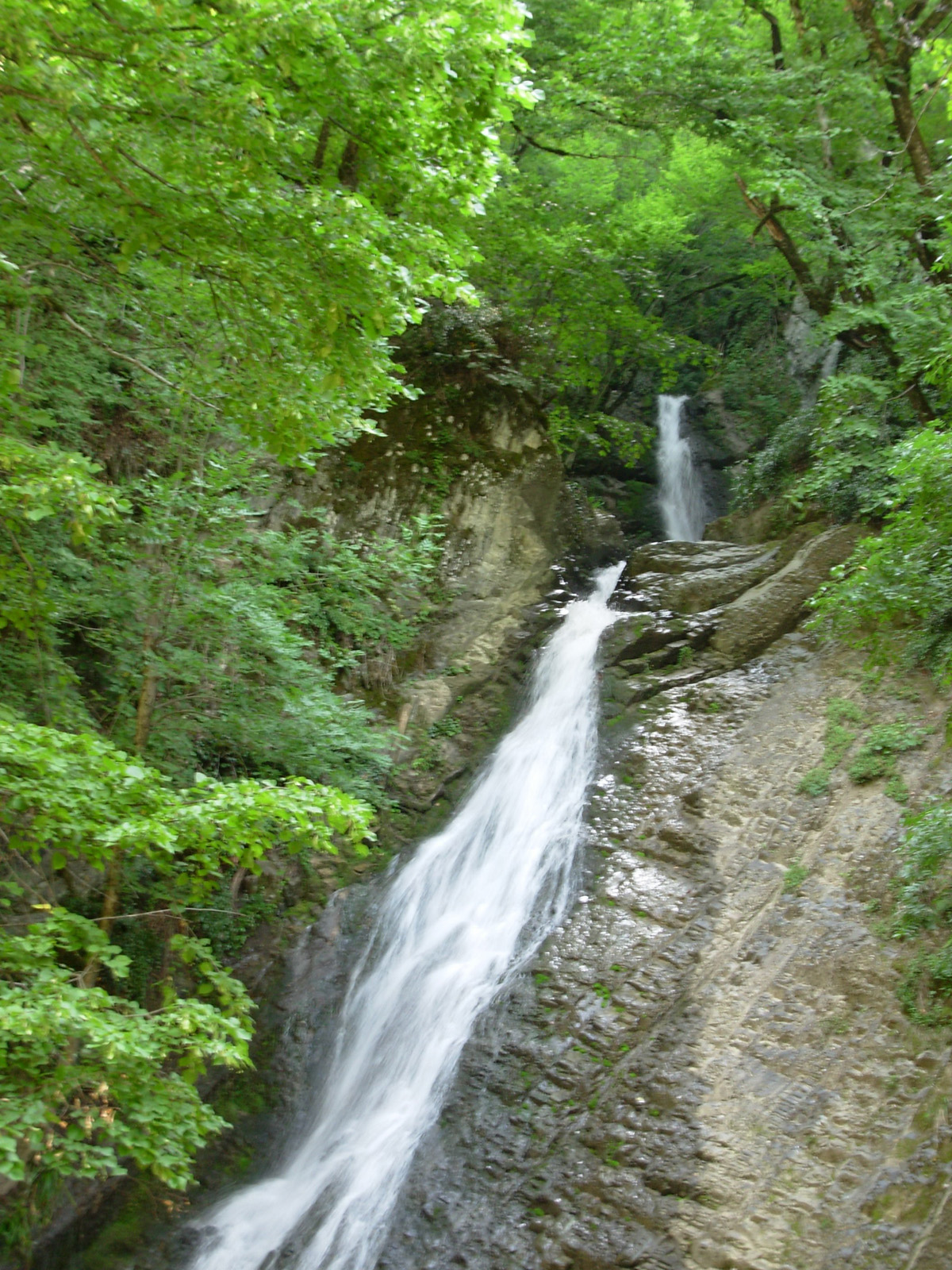
Водоспад в Гебеле
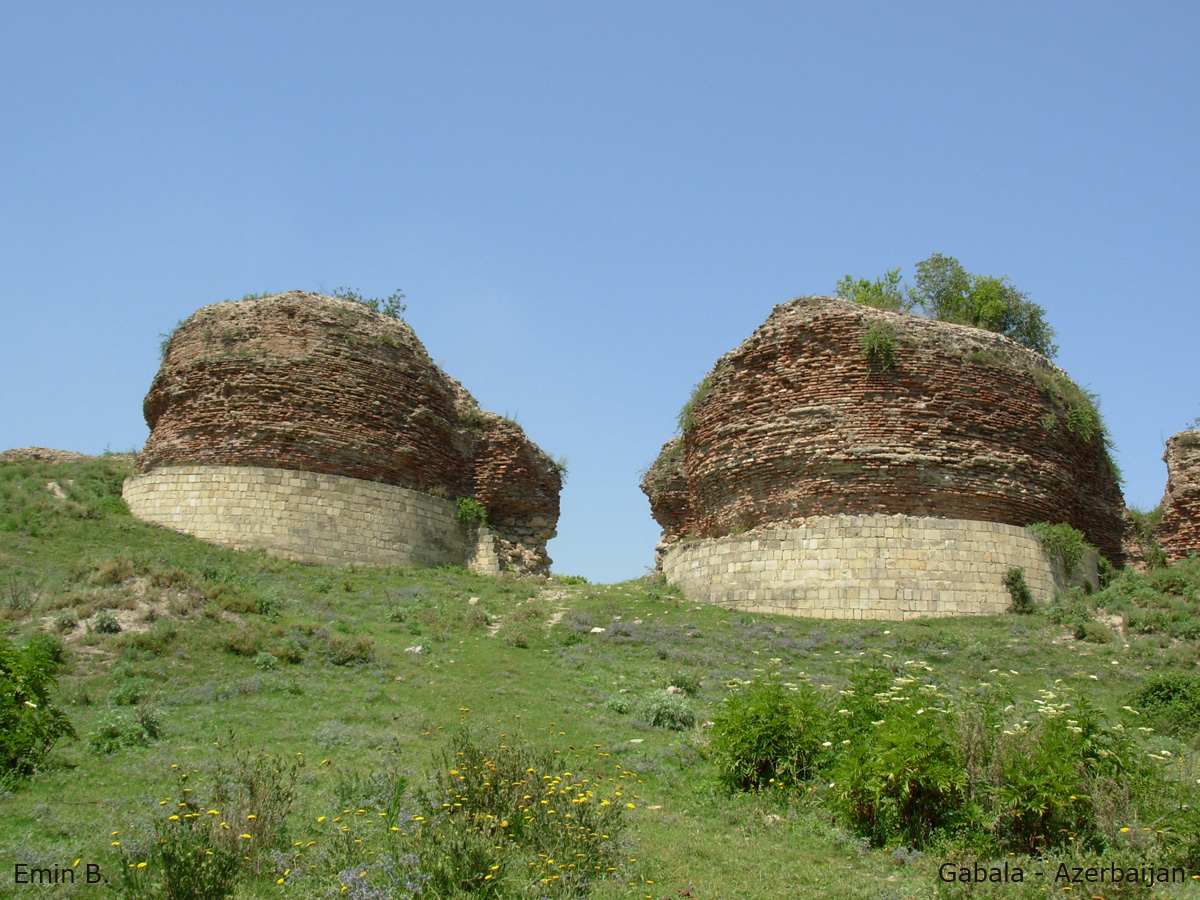
Стародавнє Гебеле
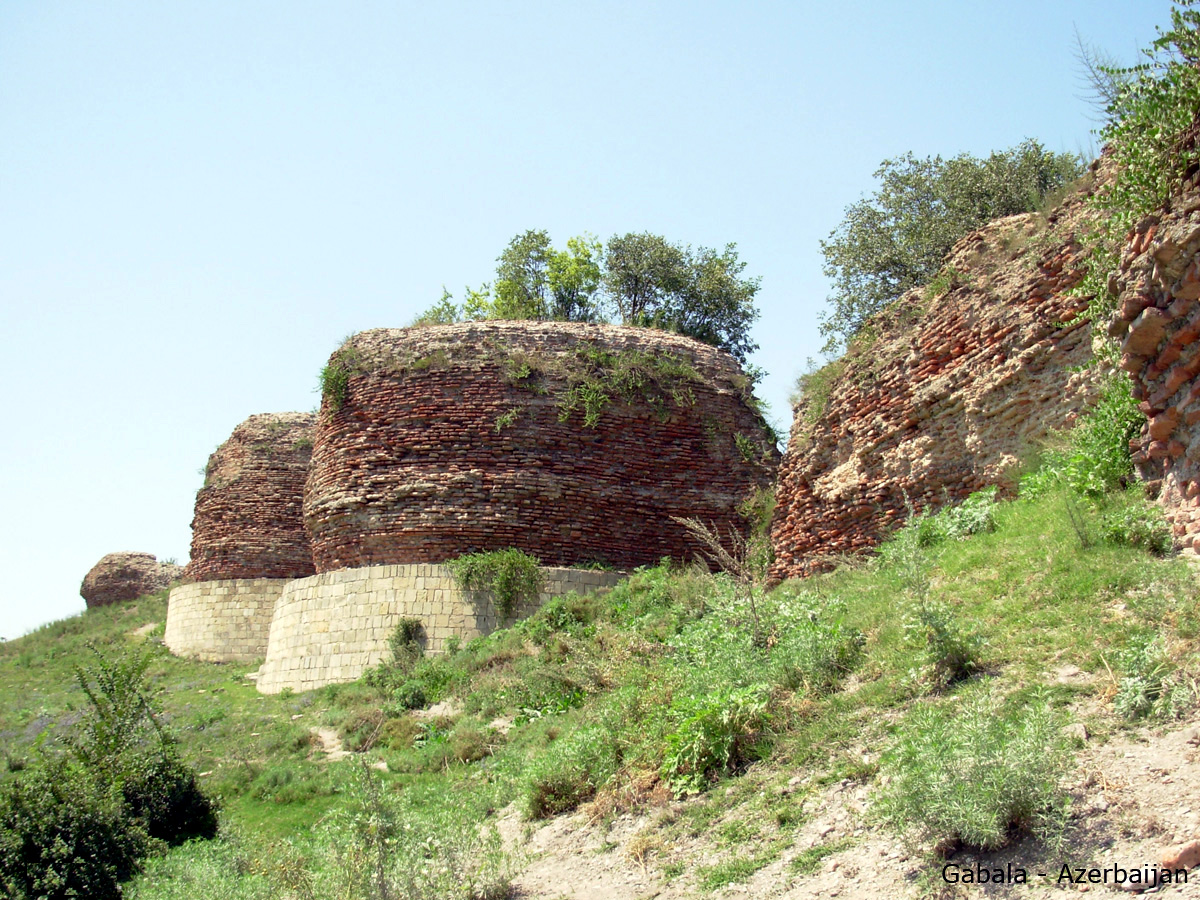
Стародавнє Гебеле
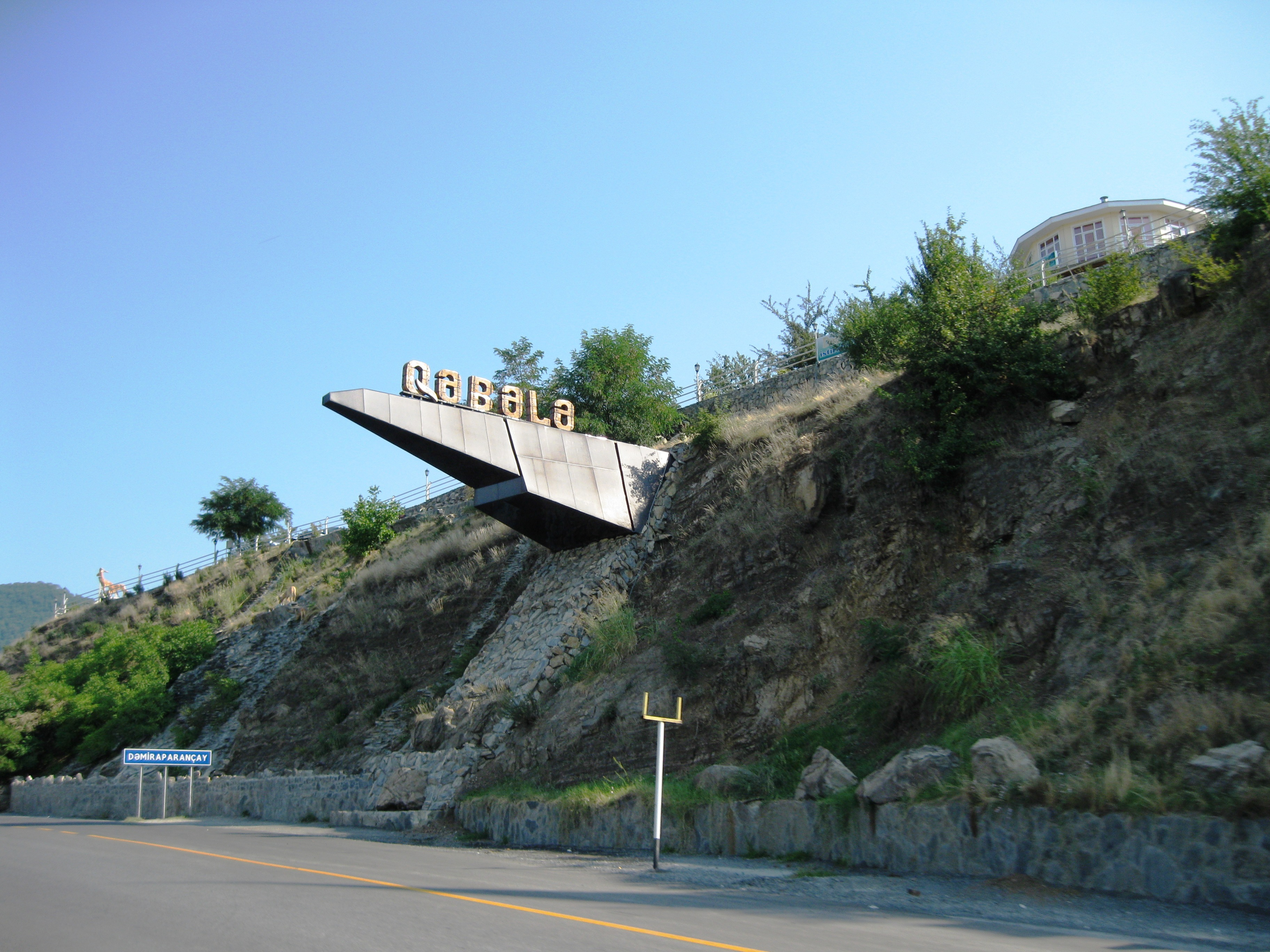
Габалинський район
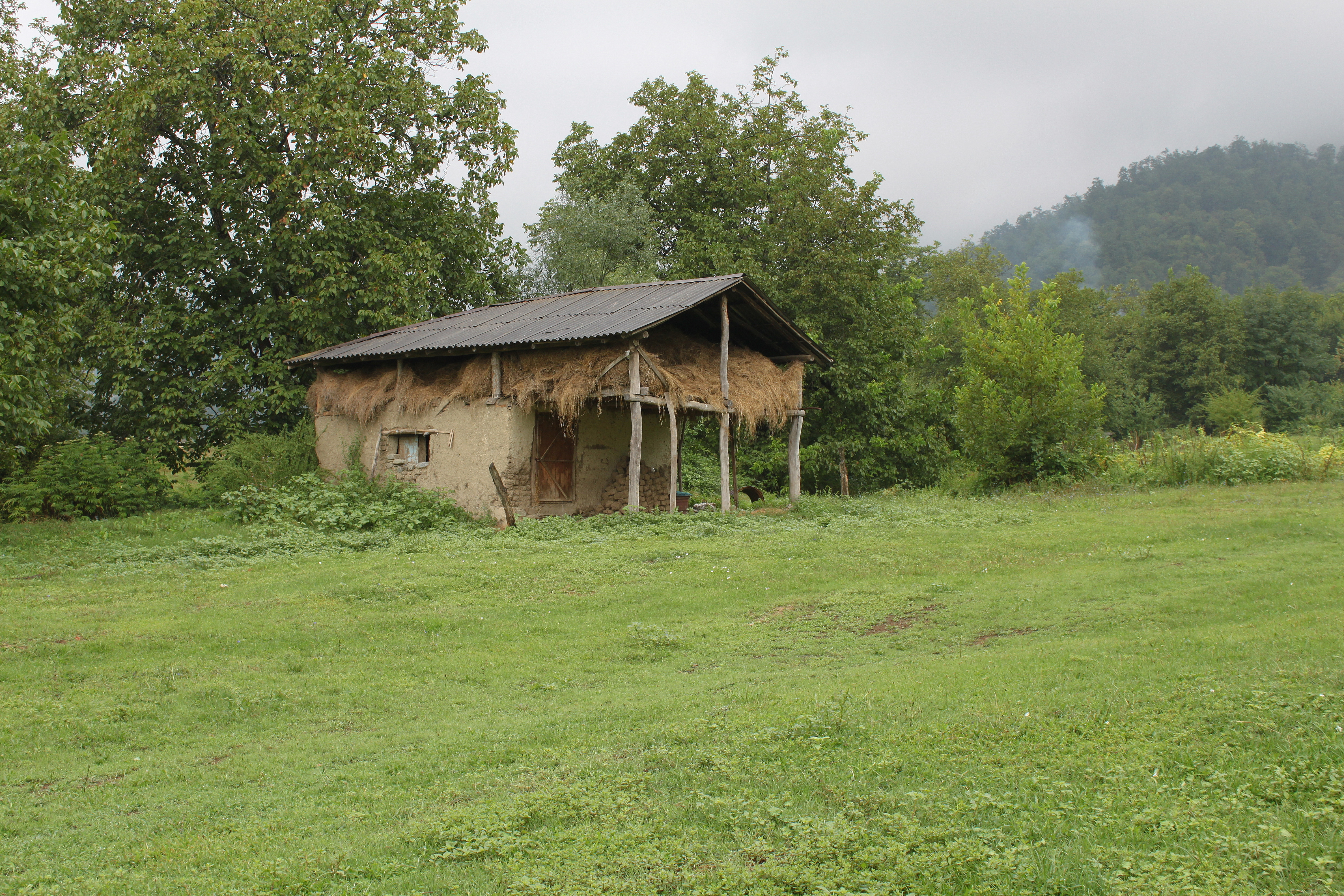
Габалинський район
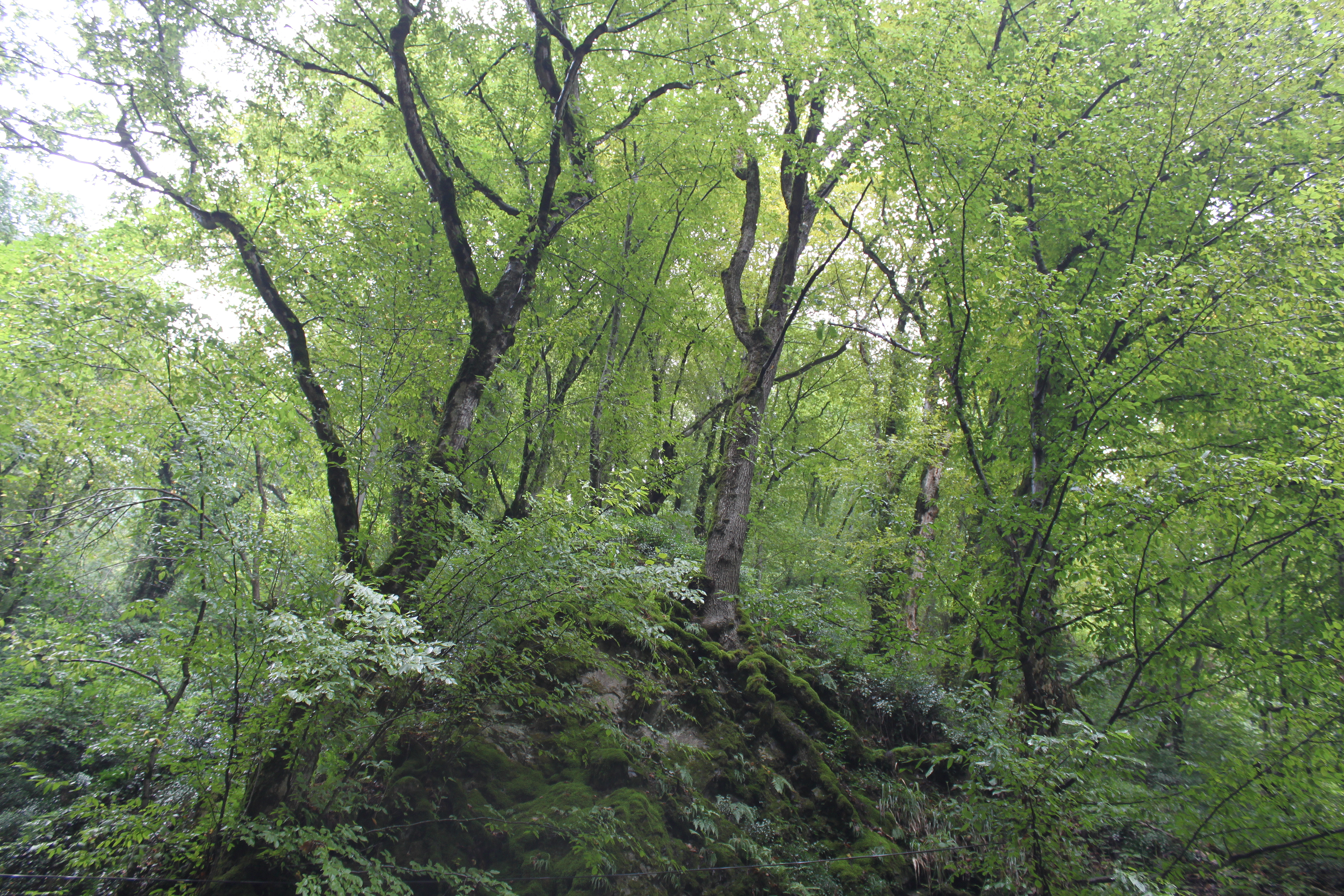
Природа
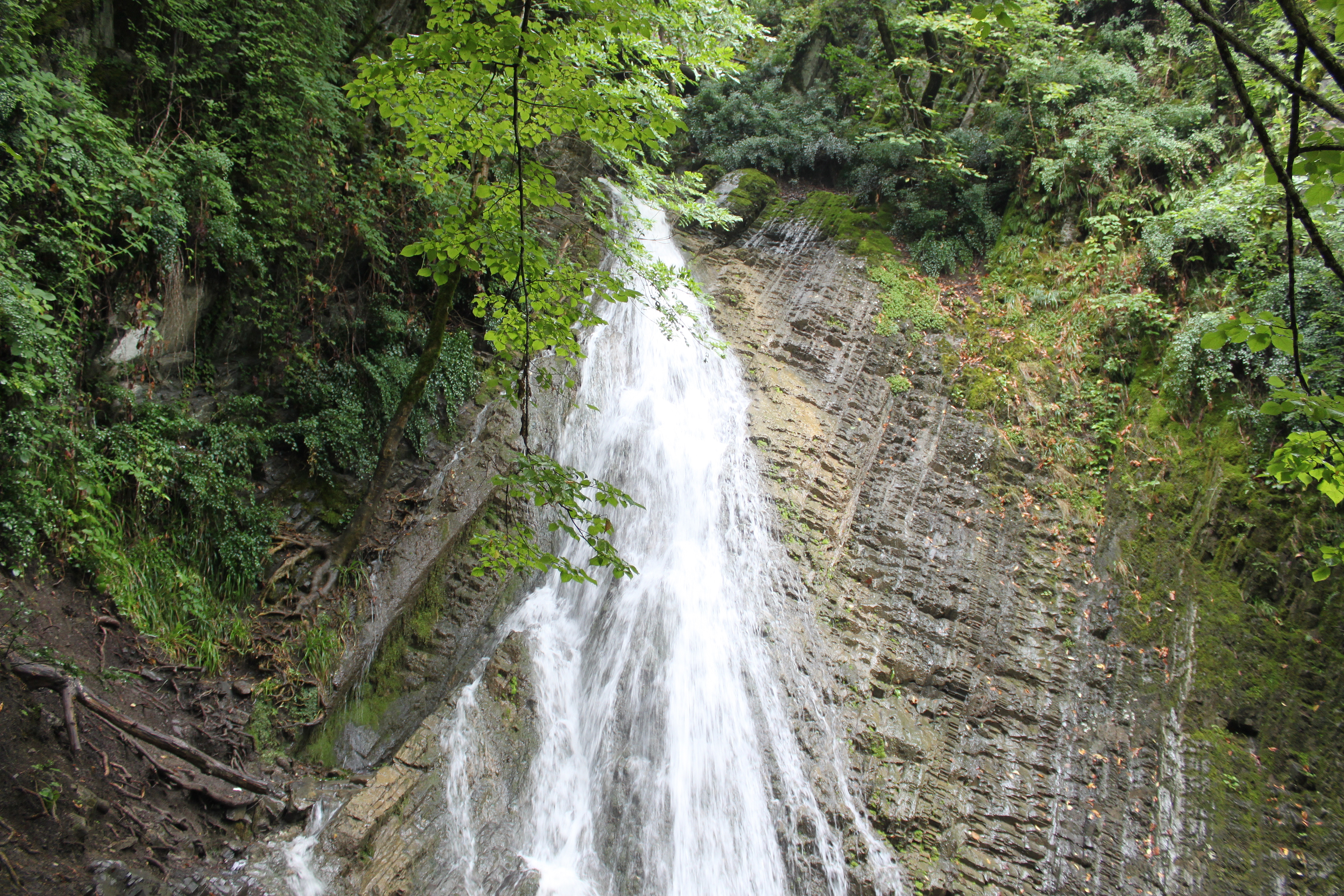
Водоспад
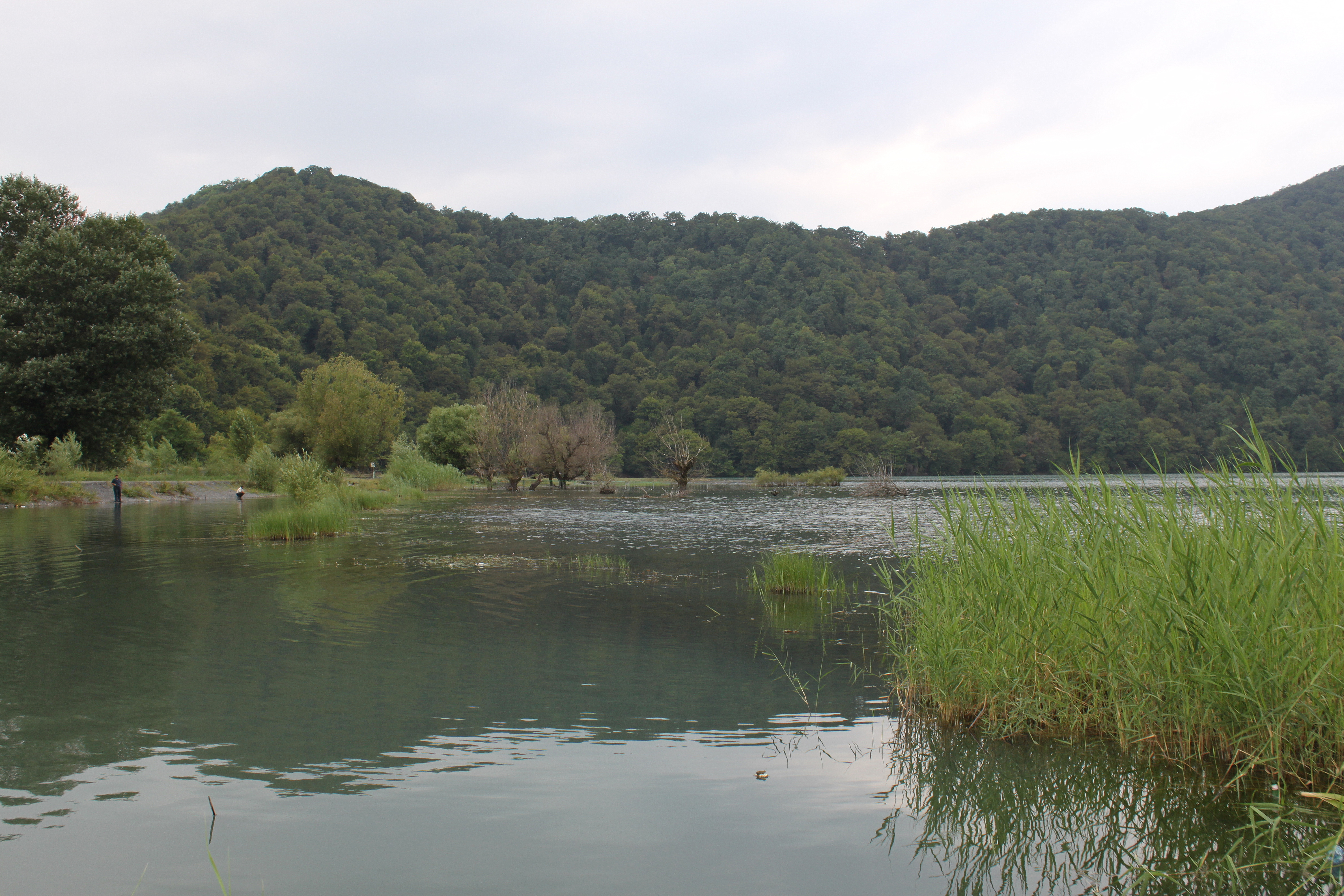
Нохур гель
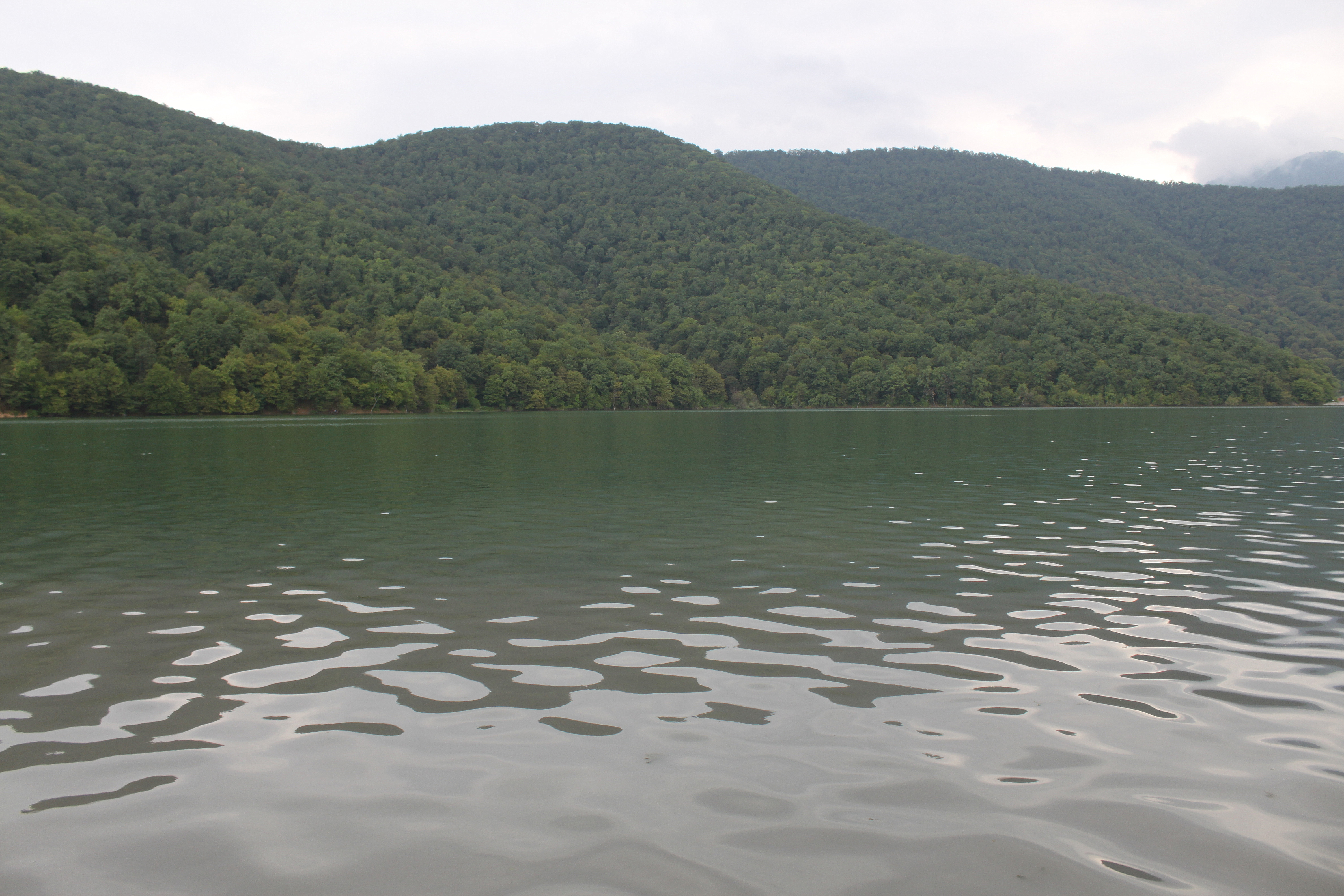
Нохур гель
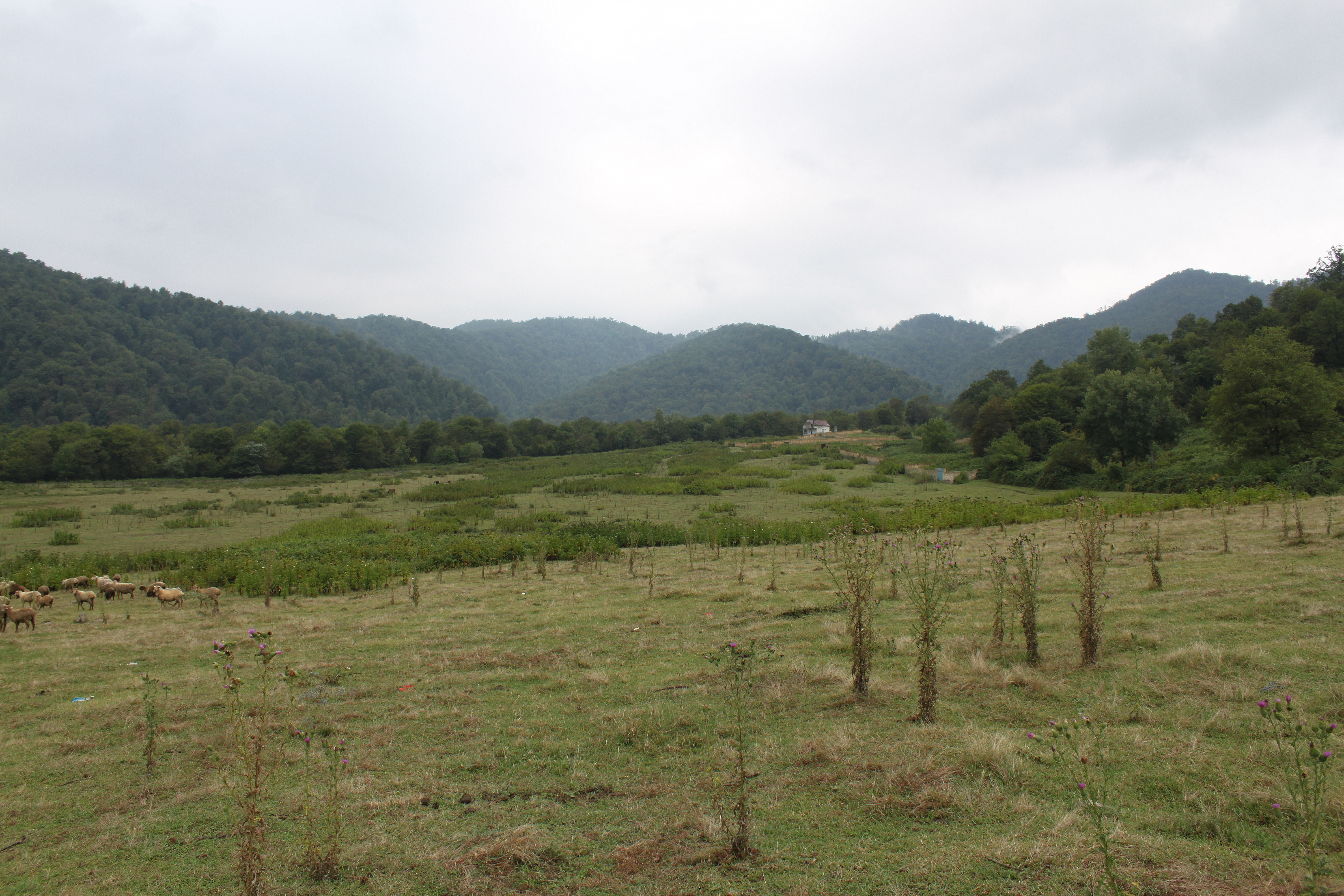
Природа
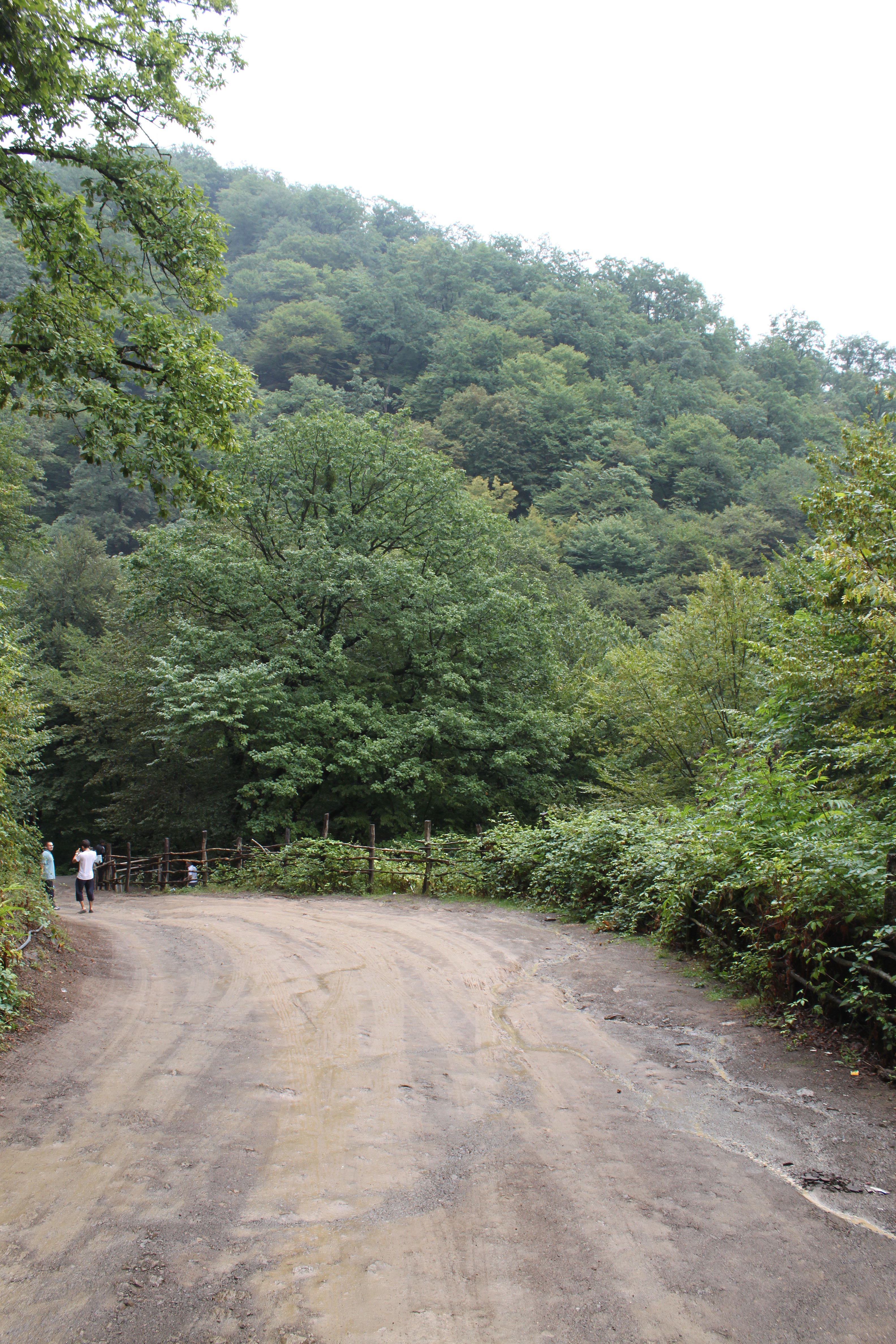
Дорога